# Orangebrust-Ameisenpitta
Der Orangebrust-Ameisenpitta (Grallaricula leymebambae) ist eine Vogelart aus der Familie der Ameisenpittas (Grallariidae). Er bewohnt das Unterholz feuchter Bergwälder im Westen Südamerikas, wo er Jagd auf kleine Insekten macht. Traditionell als Unterart des Rostbrust-Ameisenpittas (G. ferrugineipectus) angesehen, wurde der Orangebrust-Ameisenpitta erst Ende der 2010er-Jahre in den Rang einer eigenen Art erhoben. Er gilt derzeit in seinem Fortbestehen als nicht gefährdet.

## Merkmale
Der Orangebrust-Ameisenpitta ist ein kleiner Vogel mit rundlichem Körperbau, kurzen, abgerundeten Flügeln und einem sehr kurzen Schwanz. Die Beine sind hingegen sehr lang und dünn. Exakte Angaben zur Körpergröße gibt es für die Art bislang kaum. Lediglich die Aussage, dass Orangebrust-Ameisenpittas signifikant größer als Rostbrust-Ameisenpittas – die 10 bis 12 cm Größe erreichen können – werden, findet sich in der Literatur. Das durchschnittliche Gewicht ist hingegen gut dokumentiert: Ausgewachsene Männchen werden zwischen 15 und 21 g schwer, während die Weibchen im Schnitt etwas leichter bleiben und zwischen 13 und 18 g liegen können. Ansonsten besteht zwischen den Geschlechtern kein äußerlich erkennbarer Sexualdimorphismus. Das Gefieder an Rücken und Hinterkopf ist einheitlich dunkelbraun mit leichten olivgrünen Einschlägen gefärbt. Nacken und Haube sind tendenziell etwas dunkler. Die Schulterfedern sowie die oberen kleinen Armdecken entsprechen der Färbung des Rückens, während die übrigen Arm- und Handdecken an der Oberseite des Flügels dunklere, haselnussbraune Außenfahnen besitzen. Die Schwungfedern sind darüber hinaus an der Oberseite in einem sehr dunklen Braun gesäumt. An der Unterseite des Flügels sind die Flügeldecken in einem hellen Ockerbraun gefärbt, während die Ränder der Schwungfedern eher ins zimtfarbene übergehen. Der gleiche Farbton findet sich auch an der Brust, den Flanken und im unteren Kehlbereich. Zum Bauch hin werden diese heller und sind zunehmend von Weiß durchzogen. Ein weißer Streifen findet sich darüber hinaus auch im oberen Bereich der Kehle. Am Hals kann das Gefieder außerdem von dünnen, schwarzen Streifen durchzogen sein. Der Gesichtsbereich ist ähnlich gefärbt wie der Rücken, jedoch weniger einheitlich und von mehr Zimt- und Olivtönen durchzogen. Vor allem die Zügel sind heller gefärbt als der Rest des Kopfes. Außerdem findet sich hinter dem Auge ein auffälliger, halbmondförmiger Fleck in hellem Weiß. Der kurze, gerade Schnabel ist überwiegend schwarz, nur die Basis der unteren Mandibel ist heller und weißlich bis blass rosafarben. Die unbefiederten Beine sind dunkelgrau und enden in gebogenen Krallen. Die Iris des Auges ist dunkelbraun gefärbt.

## Habitat und Verhalten
Viele Aspekte der Lebensweise des Orangebrust-Ameisenpittas sind nicht oder nur unvollständig erforscht. Insbesondere fehlen detaillierte Informationen zu Ernährung und Jagdverhalten sowie zum Brutgeschäft. Die Art bewohnt feuchte und halbfeuchte Bergwälder an den Hängen der Anden, wo sie zumeist in dichtem, von Epiphyten überwuchertem Unterholz angetroffen werden kann. Besonders gern scheinen sich die Vögel auch an den Rändern von Bambus-Dickichten aufzuhalten. Die Mageninhalten untersuchter Exemplare bestanden aus den Überresten von Käfern und weiterer, nicht näher zu bestimmender Insekten. Wie diese erbeutet werden, wurde bislang nicht erforscht. Beim Orangebrust-Ameisenpitta dürfte es sich sehr wahrscheinlich um einen Standvogel handeln, der sich nicht an den saisonalen Vogelzügen beteiligt.

### Fortpflanzung
Hinsichtlich des Fortpflanzungsverhaltens sind bislang nur die Nester der Art beschrieben, alle anderen Aspekte der Brutbiologie sind noch unbekannt. Das Nest besteht aus einer leicht konkav geformten Plattform aus kurzen, geraden Zweigen und Blattstielen, auf die das eigentliche, tassenförmige Nest aus Wurzelfasern, Blattstielen und den Mycelsträngen von Pilzen aufgesetzt wird. Diese Konstruktion ist insgesamt wenig stabil und kann bei Berührungen durch Menschen oder größere Tiere leicht zerbrechen. Als Standort kommen etwa Palmenblätter oder Klumpen aus besonders dicht stehenden Bambusgewächsen in Frage.

### Lautäußerungen
Der Gesang des Orangebrust-Ameisenpittas ist eine Abfolge von etwa 15 bis 18 einzelnen, wie ein pfeifendes hee klingenden Tönen, die alle innerhalb weniger Sekunden vorgetragen werden. Die Weibchen scheinen dabei auf einer etwas höheren Frequenz zu singen als ihre männlichen Artgenossen. Darüber hinaus existiert ein kürzerer Ruf, dessen genaue Funktion unklar ist. Dieser klingt wie ein hohles, abfallendes tew oder chew, das mehrfach wiederholt wird und dem gelegentlich ein hartes tip folgt.

## Verbreitung und Gefährdung

Verbreitungsgebiet des Orangebrust-Ameisenpittas

Das Hauptverbreitungsgebiet der Art erstreckt sich als langes, schmales Band entlang der östlichen Hänge der Anden im Westen Südamerikas. Die südliche Grenze liegt dabei im bolivianischen Departamento La Paz, während im Norden das Tal des Río Marañón in Peru eine natürliche Begrenzung darstellt. Darüber hinaus existiert eine isolierte Population an den westlichen Hängen der Bergkette, in den nördlichen peruanischen Provinzen Piura und Lambayeque sowie im äußersten Süden der ecuadorianischen Provinz Loja. Des Weiteren sind Sichtungen von Vögeln am Berg Pichincha in der Nähe von Ecuadors Hauptstadt Quito bekannt, bei denen es sich um Orangebrust-Ameisenpittas handeln könnte. Diese Population ist bislang jedoch kaum untersucht, möglicherweise handelt es sich hierbei auch um Angehörige einer völlig neuen Art. Noch unsicherer ist der Status einer noch weiter nördlich, in der kolumbianischen Provinz Valle del Cauca, lebenden Population, von der spekuliert wird, dass sie vermutlich entweder zum Orangebrust- oder zum Rostbrust-Ameisenpitta gehört. Nachweise der Art gelangen bislang auf Höhenlagen zwischen 600 und 3350 m. Obwohl keine genauen Schätzungen der Populationszahlen vorliegen, scheint die Bestandsentwicklung weitestgehend stabil zu verlaufen. Die IUCN stuft die Art folglich  mit Stand 2016 auf der niedrigsten Gefährdungsstufe least concern („nicht gefährdet“) ein.

## Systematik
Die Erstbeschreibung des Orangebrust-Ameisenpittas stammt aus dem Jahr 1933 und geht auf den amerikanischen Ornithologen Melbourne Armstrong Carriker zurück. Carriker stellte ihn auf Grund großer morphologischer Ähnlichkeiten zunächst als Unterart Grallaricula ferrugineipectus leymebambae zum Rostbrust-Ameisenpitta. Der Zusatz leymebambae nimmt dabei Bezug auf den Fundort des Holotyps, der in der Nähe des Ortes Leymebamba in Peru gesammelt worden war. Erst in den 2010er-Jahren ergaben phylogenetische Untersuchungen der Lautäußerungen und vor allem der DNA der Vögel, dass der Orangebrust-Ameisenpitta näher mit dem Halbmond- als mit den anderen Unterarten des Rostbrust-Ameisenpittas verwandt sein müsse. Die Art Grallaricula ferrugineipectus war folglich in ihrer bisherigen Form polyphyletisch, weshalb die Forscher eine Aufspaltung der Art befürworteten. Seit 2018 wird der Orangebrust-Ameisenpitta entsprechend dieser Einschätzung von maßgeblichen Autoritäten als eigenständige Art Grallaricula leymebambae betrachtet. Obwohl sich im südlichen Teil des Verbreitungsgebiets lebende Vögel von ihren weiter nördlich angesiedelten Artgenossen durch einen reduzierten weißen Fleck hinter dem Auge und einen etwas mehr ins Olivgrüne tendierenden Rücken unterscheiden, werden diese Eigenschaften derzeit als klinale Variation betrachtet. Die Art gilt folglich als monotypisch.